# 정순영 (수학자)
정순영(鄭淳泳, 1959년 2월 21일~)은 대한민국의 수학자이다. 서강대학교 교수이며 국가수리과학연구소 회장이자 및대한수학회 부회장을 역임했다.